# Bathypolypus ergasticus
Bathypolypus ergasticus is een inktvissensoort uit de familie van de Bathypolypodidae. De wetenschappelijke naam van de soort werd voor het eerst geldig gepubliceerd in 1892 door P. Fischer & H. Fischer als Octopus ergasticus.